# Museo della Valle di Blenio
Il Museo della Valle di Blenio è un museo storico ed etnografico con sede nella frazione di Lottigna del comune di Acquarossa in Valle di Blenio in Ticino, Svizzera. Il museo ha sede in uno storico Palazzo del Pretorio con affreschi cinquecenteschi. Il museo è stato aperto nel 1979, fa parte dell’Associazione musei etnografici ticinesi ed è gestito dall’Associazione Museo della Valle di Blenio.

## Storia
Il museo viene creato nel 1979 ed è diretto dall'architetto Gastone Cabin. Nel 1991 prende il suo posto la figlia, la storica dell’arte Patrizia Pusterla Cambin che dirige il museo fino al 2017, quando viene nominato il geografo Cristian Scapozza. Nel 2021 Valentina Cima affianca Cristian Scapozza nella curatela del museo e a partire dal 2022 ne diventa curatrice. 
Inizialmente la gestione del museo era coordinata dall'ente turistico di Blenio che aveva creato al suo interno nel 1981 una "Commissione Museo", presieduta dal 1987 da Fortunato Pezzatti. Nel 1997 viene creata l'"Associazione Museo della Valle di Blenio" (che inizialmente aveva il nome di Associazione Museo di Blenio), voluta dagli amministratori comunali e che ha coinvolto tutti i comuni della valle nel sostegno al museo.
Dal 2019 il Museo di San Martino a Olivone è parte del museo della val di Blenio.
| Curatore          | Date      |
| ----------------- | --------- |
| Gastone Cambin    | 1979-1991 |
| Patrizia Pusterla | 1991-2017 |
| Cristian Scapozza | 2017-2022 |
| Valentina Cima    | 2020-     |

## Sede e collezione
La sede del museo è il Palazzo del Pretorio di Lottigna. Eretto nel XVI secolo su una base precedente e interamente affrescato con stemmi dei landfogti, i rappresentanti dei cantoni primitivi che governavano il baliaggio di Belnio, al piano terra è ancora visibile su una porta la datazione del 1461. 
L’edificio ha una struttura a tre piani che ospita la collezione etnografica con oggetti e abiti tradizionali, l’arte sacra, documentazione sulla storia della valle, arte contemporanea e uno spazio per esposizioni temporanee. Sul retro dell’edificio si accede ad una torretta che ospita al piano terra strumenti agricoli e per il trasporto e al primo piano una sala dedicata al botanico Mosè Bertoni.
La collezione include materiale etnografico con artigianato rurale, strumenti di lavoro per l’agricoltura, la vinificazione, l’apicoltura e la casearia. Ci sono mobili dell'alta valle di Blenio in una stanza, altre stanze mostrano l'officina di un falegname, un fabbro e un mulino. Al primo piano si trova una vecchia cucina completamente attrezzata, nonché strumenti per la lavorazione tessile, costumi tradizionali e abiti della valle. 
L'arte religiosa è esposta in una stanza separata. Degni di nota sono gli incunaboli della chiesa di San Remigio a Corzoneso, stampati da Leonardo Pachelbel a Milano nel 1499, e un gruppo di apostoli scolpito proveniente dalla Val Malvaglia dall'inizio del XVI secolo. 
La storia dell’emigrazione bleniese è documentata con una postazione multimediale e alcuni oggetti. In particolare si presenta la storia di cioccolatieri, torrefattori di castagne e ristoratori
Una sala nella torretta è dedicata al botanico valligiano Mosè Bertoni, emigrato in Paraguay nel 1887 dove crea la Colonia Guillermo Tell.
Al terzo piano è presentata una sezione di arte contemporanea dedicata allo scultore Giovanni Genucchi (1904-1979). Il terzo piano è inoltre uno spazio dedicato alle esposizioni temporanee. E sono ancora visibili due ex-celle di prigione.
In un piccolo cortile sul retro si trova l'Arsenaletto, un piccolo arsenale che un tempo era usato come deposito di armi e munizioni e come archivio. 
I testi informativi italiani sono tradotti in tedesco e francese.

## Galleria d'immagini

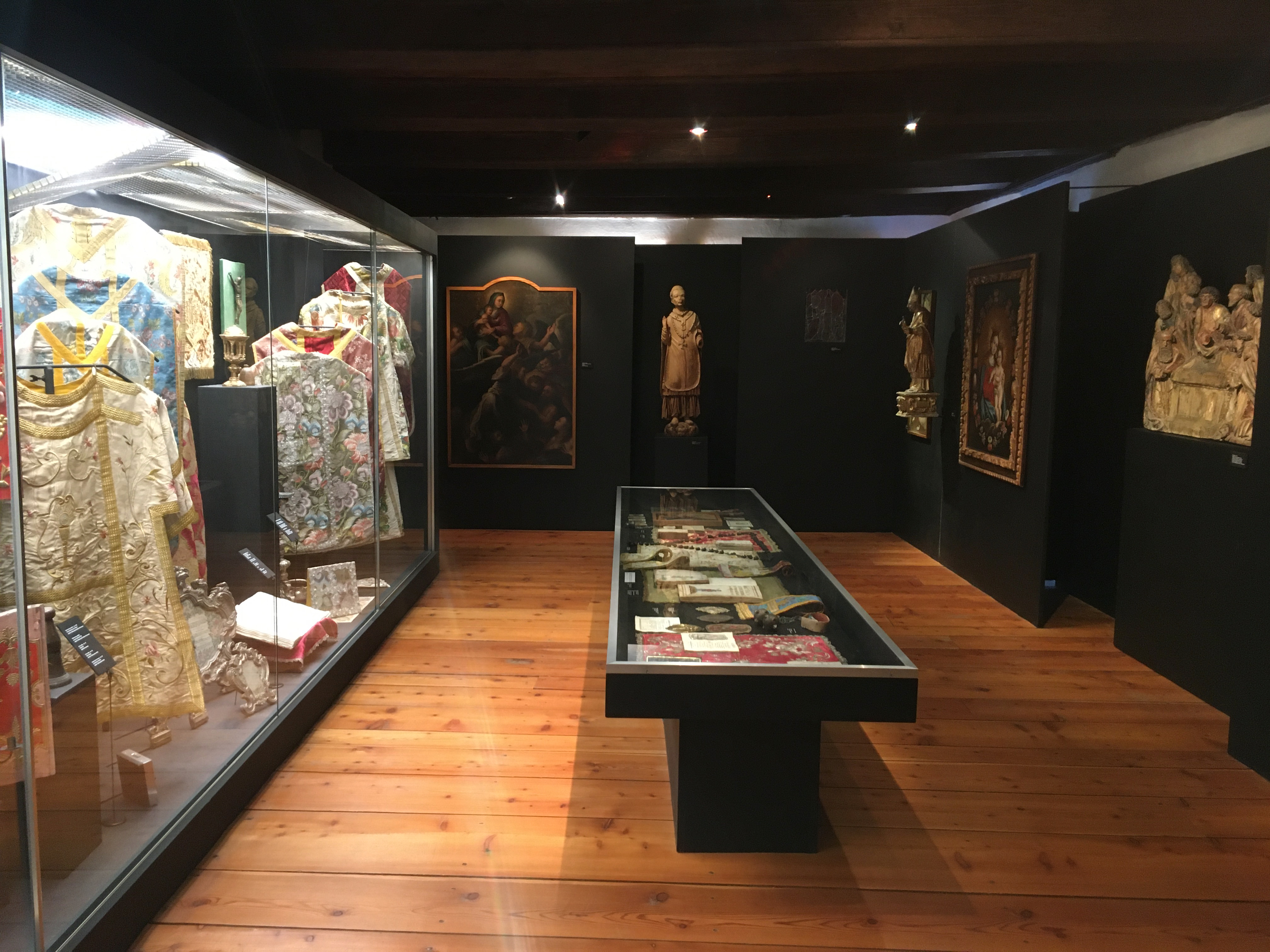
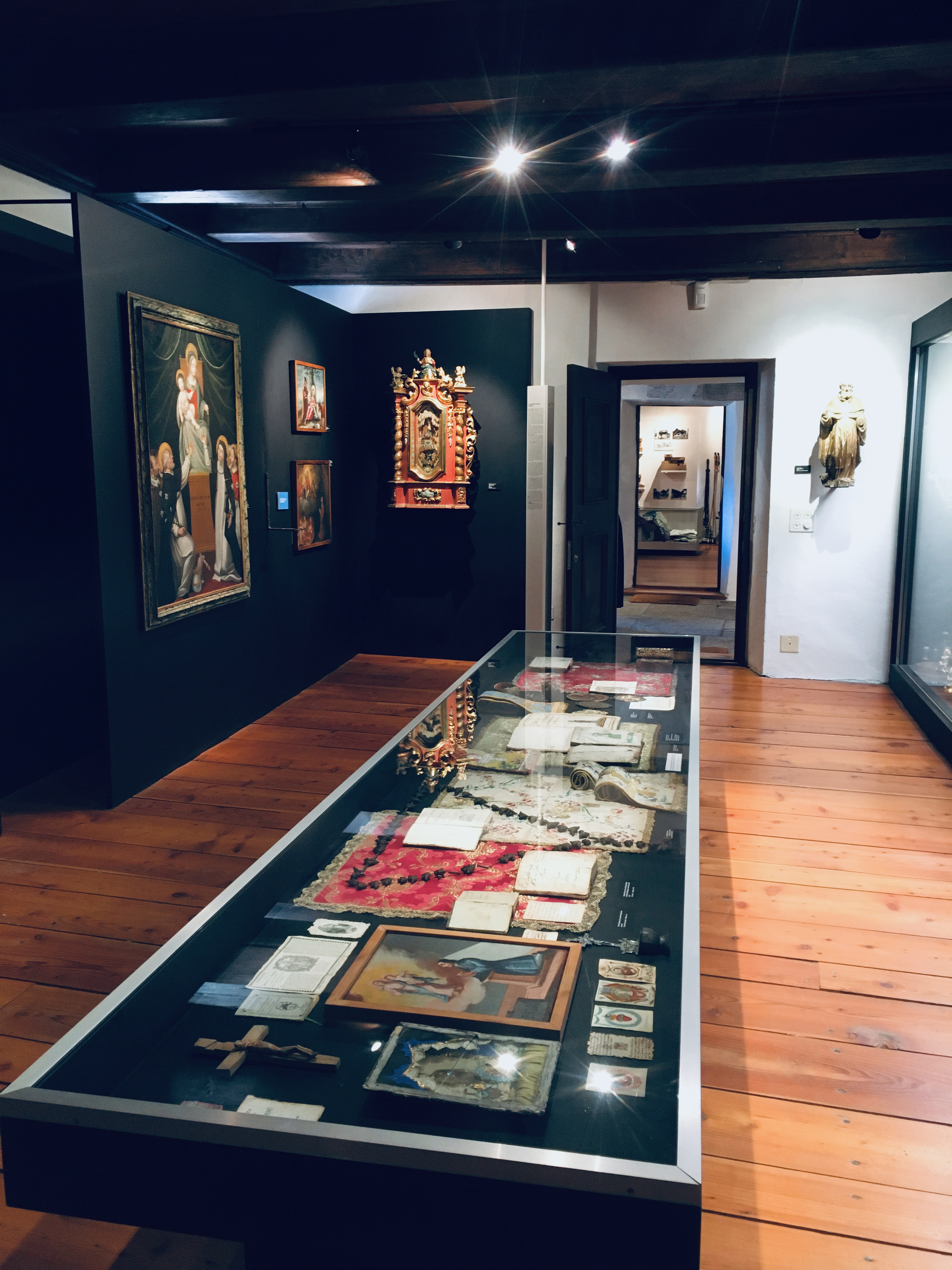
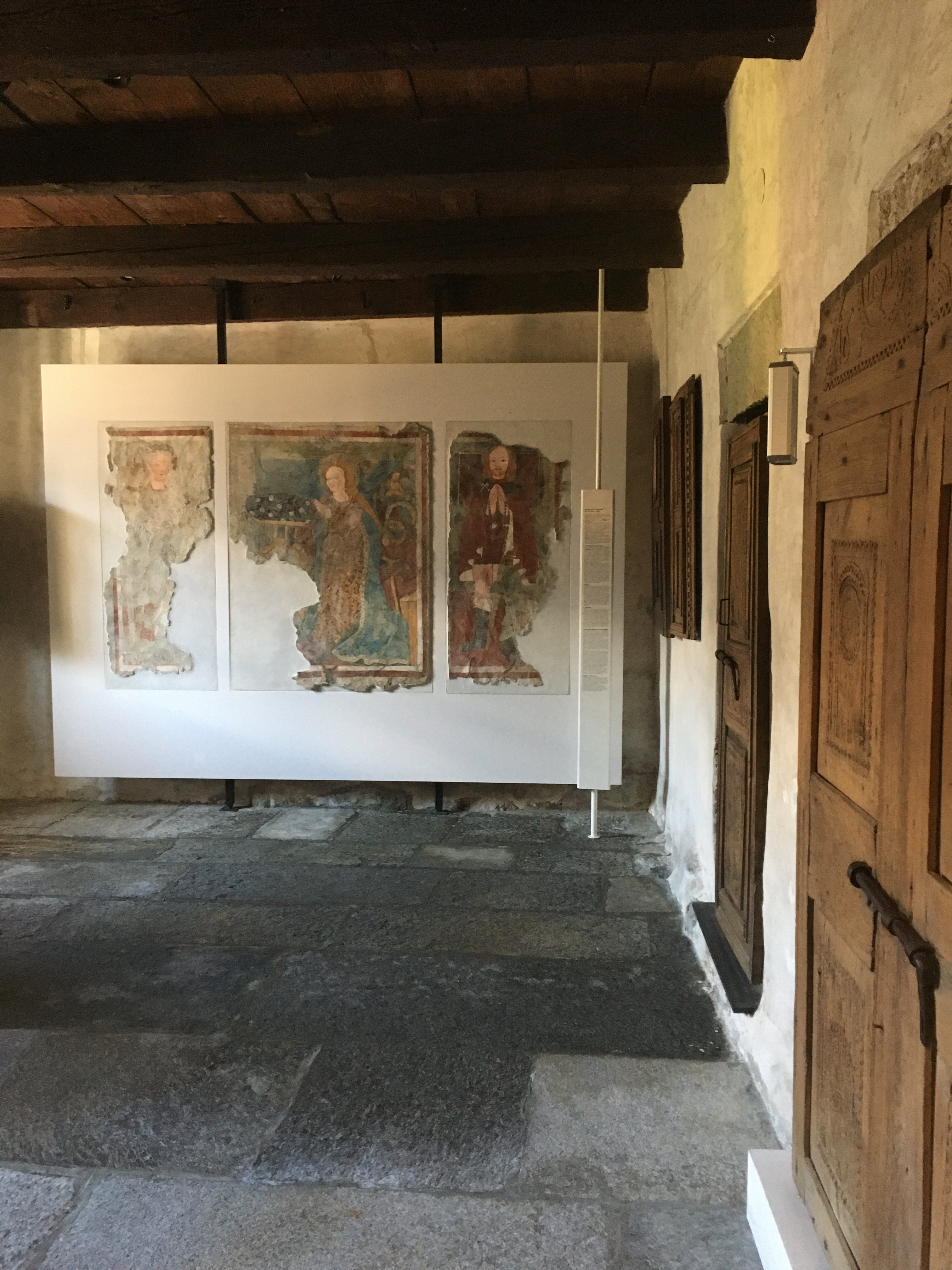
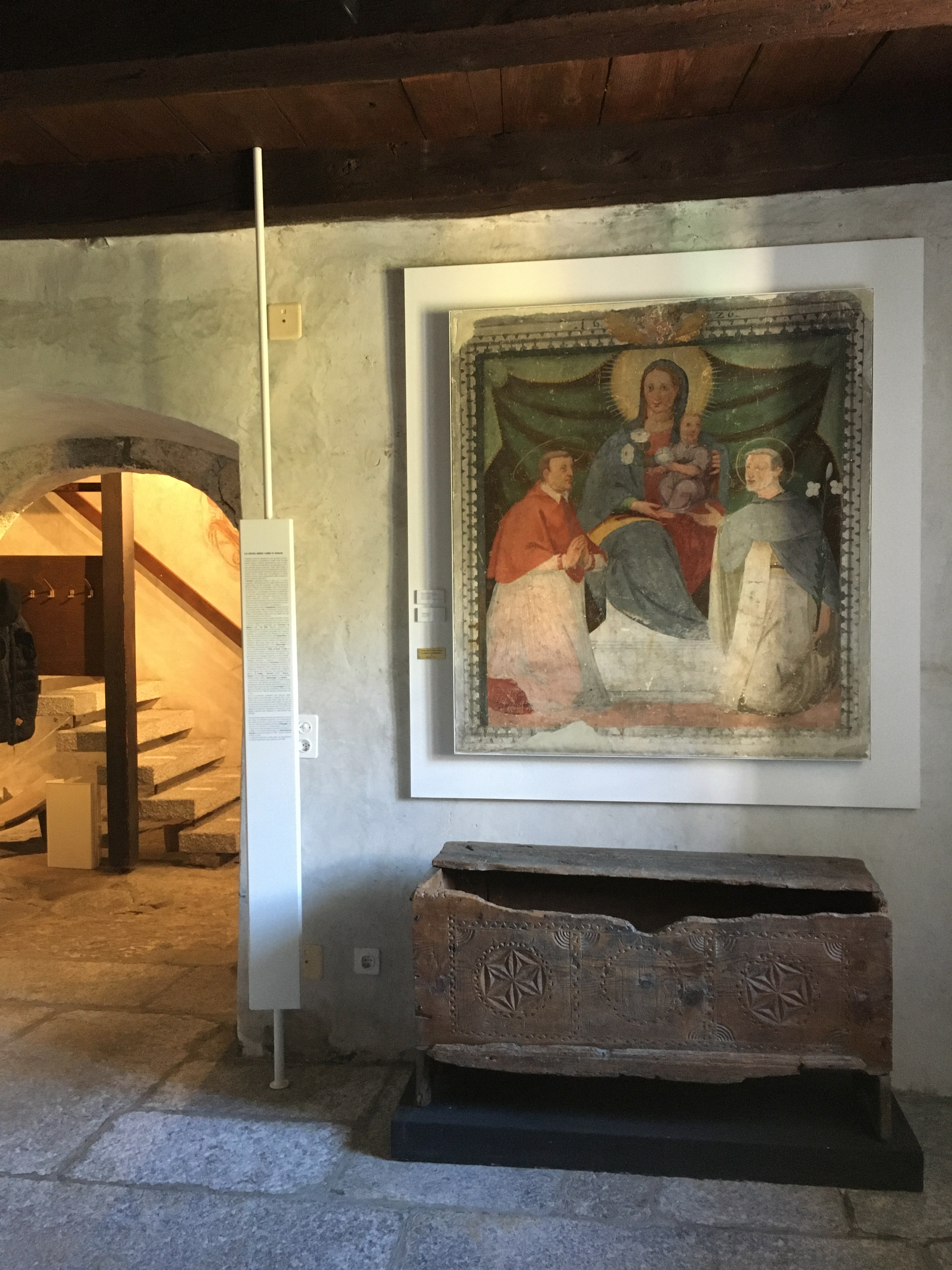
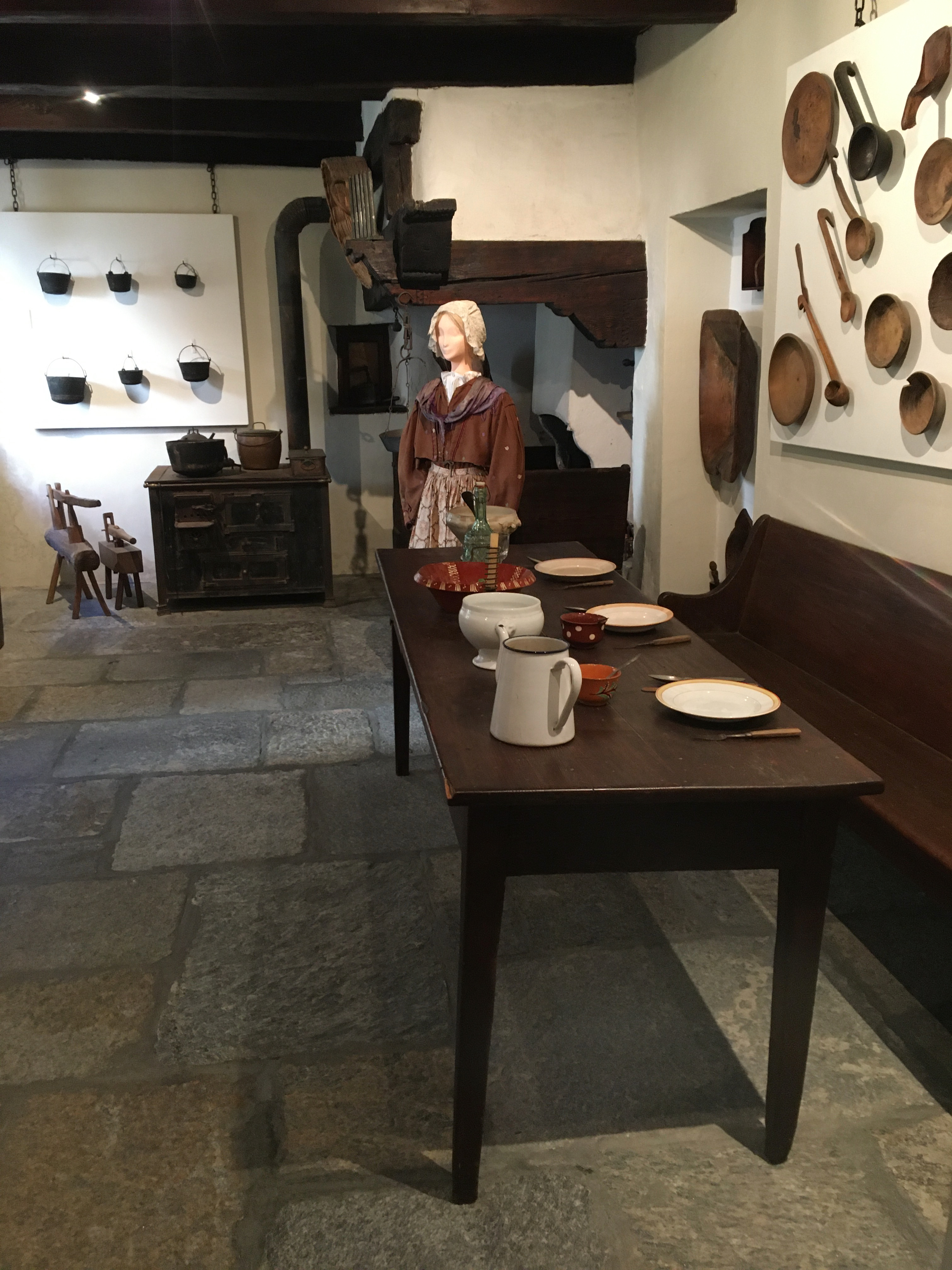